# Insizwait
Insizwait ist ein selten vorkommendes Mineral aus der Mineralklasse der „Sulfide und Sulfosalze“ mit der idealisierten chemischen Zusammensetzung PtBi2 und damit chemisch gesehen Platindibismutid. Als enge Verwandte der Sulfide werden die Bismutide in dieselbe Klasse eingeordnet.
Insizwait kristallisiert im kubischen Kristallsystem, konnte jedoch bisher nur in Form von winzigen, gerundeten Körnern bis etwa 120 μm gefunden werden. Das in jeder Form undurchsichtige (opake) Mineral ist von zinnweißer Farbe und zeigt auf den Oberflächen einen metallischen Glanz.

## Etymologie und Geschichte
Die Darstellung der synthetischen Verbindung PtBi2 sowie die Entschlüsselung der Kristallstruktur gelang H. J. Wallbaum bereits 1943.
Als natürliche Mineralbildung wurde Insizwait erstmals in einer Probe aus massivem Pyrrhotinerz entdeckt, die aus der Kupfer-Nickel-PGE-Lagerstätte Insizwa nahe dem „Waterfall-Gorge“ in der Lokalgemeinde Umzimvubu der südafrikanischen Provinz Ostkap stammte. Die Probe wurde von Professor D. L. Scholtz zur Verfügung gestellt, der 1936 auch die Geologie und Mineralogie der Lagerstätte beschrieben hatte.
Die Erstbeschreibung von Insizwait erfolgte 1972 durch Louis J. Cabri und D. C. Harris, die das Mineral nach dessen Typlokalität benannten.
Das Typmaterial des Minerals wird im Geological Survey of Canada unter der Katalog-Nr. 10400 (CT) und in der Mineralogischen Sammlung des Canadian Museum of Nature in Ottawa (Kanada) aufbewahrt.

## Klassifikation
In der veralteten 8. Auflage der Mineralsystematik nach Strunz ist Insizwait noch nicht verzeichnet. Einzig im Lapis-Mineralienverzeichnis nach Stefan Weiß, das sich aus Rücksicht auf private Sammler und institutionelle Sammlungen noch nach dieser alten Form der Systematik von Karl Hugo Strunz richtet, erhielt das Mineral die System- und Mineral-Nr. II/D.17-150. In der „Lapis-Systematik“ entspricht dies der Klasse der „Sulfide und Sulfosalze“ und dort der Abteilung „Sulfide mit Metall : S,Se,Te < 1 : 1“, wo Insizwait zusammen mit Aurostibit, Cattierit, Changchengit, Dzharkenit, Erlichmanit, Fukuchilit, Geversit, Hauerit, Kruťait (hier: Krutait), Laurit, Maslovit, Mayingit, Michenerit, Padmait, Penroseit, Pyrit, Sperrylith, Testibiopalladit, Trogtalit, Vaesit und Villamanínit die „Pyrit-Gruppe“ bildet (Stand 2018).
Die seit 2001 gültige und von der International Mineralogical Association (IMA) bis 2009 aktualisierte 9. Auflage der Strunz’schen Mineralsystematik ordnet den Insizwait in die allgemeinere Abteilung der „Metallsulfide mit M : S ≤ 1 : 2“ ein. Diese ist allerdings weiter unterteilt nach dem genauen Stoffmengenverhältnis und den in der Verbindung vorherrschenden Metallen, so dass das Mineral entsprechend seiner Zusammensetzung in der Unterabteilung „M : S = 1 : 2, mit Fe, Co, Ni, PGE usw.“ zu finden ist, wo es zusammen mit Aurostibit, Cattierit, Dzharkenit, Erlichmanit, Fukuchilit, Gaotaiit, Geversit, Hauerit, Iridisit, Kruťait, Laurit, Penroseit, Pyrit, Sperrylith, Trogtalit, Vaesit und Villamanínit die „Pyritgruppe“ mit der System-Nr. 2.EB.05a bildet.
Auch die vorwiegend im englischen Sprachraum gebräuchliche Systematik der Minerale nach Dana ordnet den Hauerit in die Klasse der „Sulfide und Sulfosalze“ und dort in die Abteilung der „Sulfidminerale“ ein. Hier ist er ebenfalls in der „Pyritgruppe (Isometrisch: Pa3)“ mit der System-Nr. 02.12.01 innerhalb der Unterabteilung „Sulfide – einschließlich Seleniden und Telluriden – mit der Zusammensetzung AmBnXp, mit (m+n) : p = 1 : 2“ zu finden.

## Chemismus
Der idealisierten (theoretischen) Zusammensetzung von Insizwait (PtBi2) zufolge besteht die Verbindung aus 31,82 Gew.-% Platin und 68,18 Gew.-% Bismut.
Die Ergebnisse der fünf Mikrosondenanalysen am Typmaterial von Insizwait aus Südafrika ergaben allerdings eine durchschnittliche Zusammensetzung von 36,06 Gew.-% Platin (Pt) und 52,02 Gew.-% Bismut sowie 12,88 Gew.-% Antimon, das einen Teil des Bismuts vertritt (Substitution, Diadochie).
Bei der Analyse von Insizwaitproben aus dem Distrikt Sudbury, Kanada konnten zudem Fremdbeimengungen von 1,4 % Palladium (Pd), 0,17 % Nickel (Ni), 1,3 % Zinn (Sn) und 7,7 % Tellur (Te). Der Anteil von Antimon war dagegen mit 2,4 % eher gering (alle Angaben in Gew.-%).

## Kristallstruktur
Insizwait kristallisiert kubisch in der Pyritstruktur in der Raumgruppe Pa3 (Raumgruppen-Nr. 205) mit dem Gitterparametern a = 6,625 Å (synthetisch 6,7014(8)) sowie vier Formeleinheiten pro Elementarzelle.
Die Kristallstruktur von Insizwarit entspricht der Pyritstruktur, wobei Platin- anstelle der Eisenatome die Gitterplätze einer kubisch flächenzentrierten Elementarzelle besetzen und hantelförmige Bi2-Gruppen die Zwischengitterplätze. Die Hantelachsen sind jeweils in unterschiedlicher Orientierung parallel zu den 3-zähligen Drehachsen ausgerichtet, was der Grund für niedrigere Symmetrieklasse innerhalb des kubischen Systems ist.
| Kristallstruktur von Insizwait |
| - mit Blickrichtung parallel zur a-Achse - mit Blickrichtung parallel zur b-Achse - mit Blickrichtung parallel zur c-Achse - räumliche Darstellung zentriert nach den drei Raumdiagonalen |
| Farbtabelle: _ Pt 0 _ Bi |

## Bildung und Fundorte
Insizwait bildet sich durch hydrothermale Vorgänge und findet sich in derben Pyrrhotinerzen. Als Begleitminerale treten neben dem Pyrrhotin noch weitere Sulfide wie Argentopentlandit, Chalkopyrit, Cubanit, Galenit, Mackinawit, Parkerit, Pentlandit und Sphalerit, Telluride wie Altait und Hessit, Bismutide wie Froodit sowie der zu den Oxiden zählende Magnetit und der als natürliche Legierung zu den Elementmineralen zählende Niggliit.
Als seltene Mineralbildung konnte Insizwait nur an wenigen Fundorten nachgewiesen werden, wobei weltweit bisher rund 20 Fundorte dokumentiert sind. Außer an seiner Typlokalität Insizwa nahe dem „Waterfall-Gorge“ am Ostkap fand sich das Mineral in Südafrika noch in der Platinmine Driekop im Distrikt Sekhukhuneland nahe Burgersfort sowie in der Lagerstätte Overysel und im Tagebau Sandsloot bei Mokopane in der Provinz Limpopo.
In Europa sind bisher keine Fundorte für Insizwait bekannt.
Weitere Fundorte liegen im Sudbury District und im Thunder Bay District in der kanadischen Provinz Ontario, den russischen Regionen Krasnojarsk (Sibirien), Chabarowsk und Transbaikalien (Ferner Osten) und der Republik Karelien (Nordwestrussland) sowie der Platinseife Fox Gulch am Salmon River (Bethel Census Area) in Alaska (USA).